# EasyCard
EasyCard est un système de carte à puce sans contact exploité par EasyCard Corporation, anciennement dénommée "Taipei Smart Card Corporation", pour le paiement sur le métro de Taipei (également appelé " Taipei MRT " ou "Taipei Rapid Transit System") des bus ainsi que d’autres services de transport en commun à Taipei depuis juin 2002, et étendu à de multiples commerces. Depuis le 1er avril 2010, son utilisation a également été étendue aux épiceries, grands magasins, supermarchés, taxis et autres petits commerçants. À l'instar des systèmes tarifaires électroniques classiques, la carte utilise la technologie RFID pour fonctionner sans contact physique. Ils sont disponibles à l'achat dans toutes les stations du métro de Taipei et dans toutes les épiceries.

## Histoire
La Taipei Smart Card Corporation a été fondée en 2000 avec une capitalisation totale de 700 millions de NT$. Les actionnaires de cette société comprennent le gouvernement de la ville de Taipei, la Taipei Rapid Transit Corporation, des banques, des compagnies de bus et d'autres sociétés. Les essais promotionnels de la carte ont commencé en 2001, et la carte a été officiellement mis sur le marché en 2002. En 2008, la société a changé son nom en EasyCard Corporation pour accroître son image de marque et sa visibilité.
En avril 2016, l'entreprise avait émis plus de 60 millions de cartes. Les transactions EasyCard représentent désormais 91% des transactions du système de métro de Taipei, 92% des transactions en bus et 71% des transactions sur les parkings. Les transactions quotidiennes avec la carte ont atteint 3,1 millions en 2009.

### Marque
Le nom EasyCard a été choisi lors d'un concours où le grand public a été invité à proposer des noms. En chinois mandarin, la carte est connue sous le nom de悠遊卡( Pinyin : Yōu-yóu Kǎ), qui signifie littéralement Easy Travel Card. Le logo, conçu par Y&P Design Group, est composé de quatre logos de couleurs différentes rayonnant vers l'extérieur, chacun représentant quelque chose de différent: technologie et voyage sans entrave, développement durable, engagement et efficacité. En 2003, le logo EasyCard a remporté le 20ème American Corporate Identity Award of Excellence.

## Utilisation de la carte

### Métro de Taipei
Les utilisateurs de la carte dans le métro de Taipei sont tenus de passer la carte au-dessus de la zone du capteur EasyCard sur les portillons d'accès à l'entrée et à la sortie des stations; le premier pass enregistre le début du voyage et le second la fin. Les tarifs déduits de la carte dépendent de la distance parcourue et de l'utilisation ou non d'un transport public dans un délai de transfert (qui est actuellement d'une heure).

L'EasyCard peut également être utilisée pour emprunter la télécabine de Maokong sans aucune réduction.

### Métro de Taichung
L'EasyCard peut être utilisée sur le métro de Taichung .

### Métro de Taoyuan
L'EasyCard est disponible pour chaque station du métro de l'aéroport de Taoyuan.
L'utilisation de la carte pour la navette entre les trois stations de la gare A12 (Airport Terminal 1) à la gare A14a (Airport Hotel) est gratuite.

### Métro de Kaohsiung
Les utilisateurs peuvent se servir la carte sur les lignes rouge et orange du métro de Kaohsiung. Les tarifs déduits de la carte dépendent de la distance parcourue et d'une réduction de 15% sur les jetons aller simple, ce qui à iPASS.
Le système de métro léger a permis l'utilisation d'EasyCard à partir de février 2018.
L'EasyCard ne peut être rechargée qu'au centre d'information de chaque station du métro de Kaohsiung. Les machines permettant de recharger la carte devraient activer la fonction de recharge  EasyCard en mai 2018.

### Administration des chemins de fer de Taiwan (TRA)
Les cartes EasyCard sont disponibles pour toutes les gares gérées par la TRA. Les passagers titulaires de la carte peuvent voyager sur tout le réseau ferroviaire de la TRA, à l'exception des Taroko Express, Puyuma Express, des trains de groupe, des trains touristiques ainsi que des trains en service spécifiés.
Une réduction de 10% est appliquée si la distance parcourue est inférieure à 70 km.

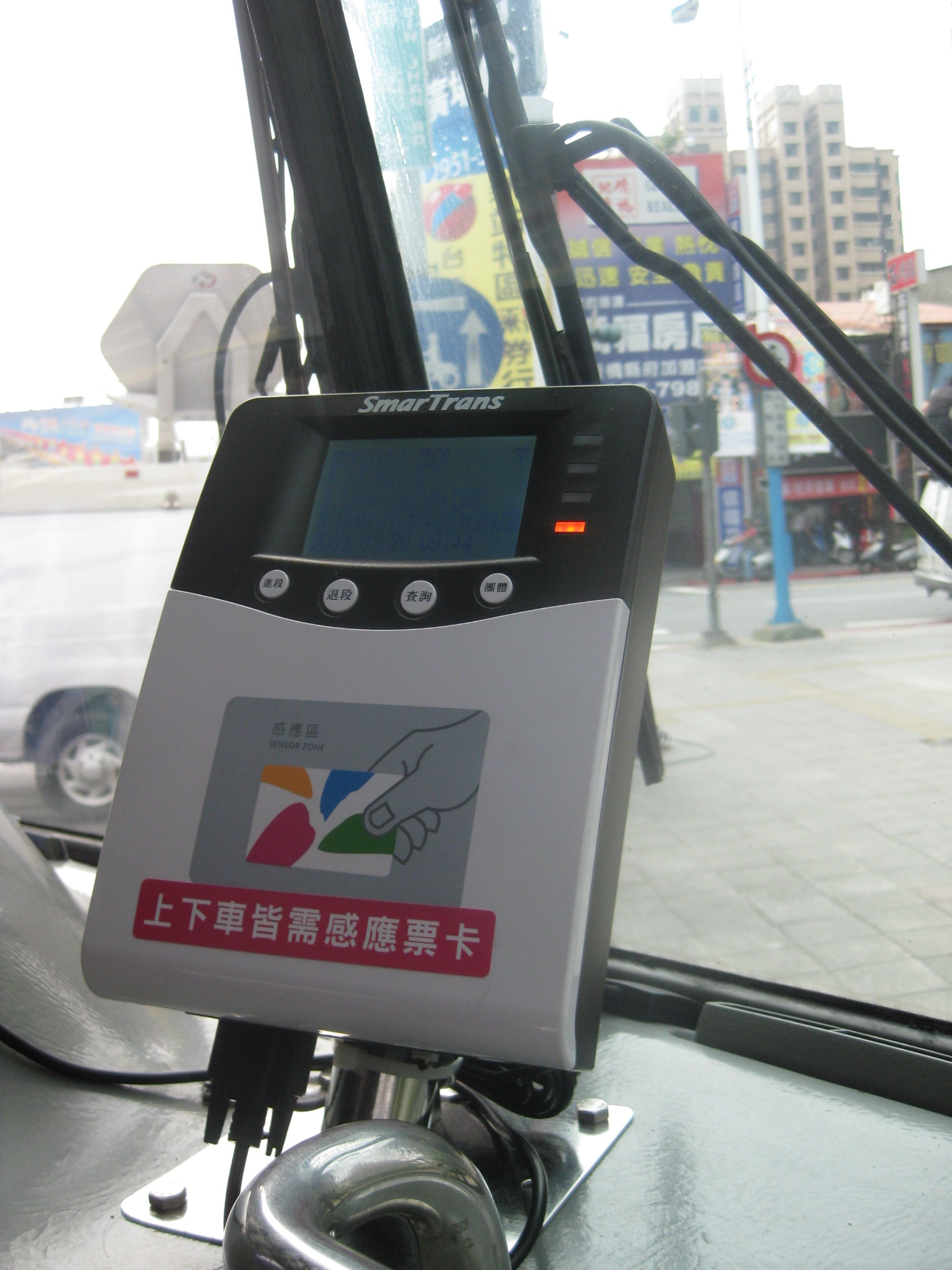
Un lecteur EasyCard dans un bus du Nouveau Taipei.

### Bus
L'EasyCard peut être utilisée sur la plupart des systèmes de transport en commun urbains et interurbains à Taïwan. Plusieurs itinéraires peuvent ne pas être acceptés.
À Taipei, les passagers utilisant des cartes pour adultes (y compris des cartes de crédit et de débit comarquées), des cartes d'étudiant ou des cartes de sécurité sociale pour effectuer un transfert entre le métro et le bus en une heure, bénéficient respectivement d'une réduction de 8 NT$, 6 NT$ et 4 NT$. La machine EasyCard empêche les transactions répétées sur la même carte jusqu'à ce que le bus se déplace dans la section de paiement suivante.
À Taichung, les utilisateurs peuvent profiter d'un trajet gratuit de 10 kilomètres.

### Taxis
Un essai permettant le paiement des frais de taxi avec la carte a été réalisé en 2005 mais cette option de paiement n'a pas été mise en œuvre à un niveau plus large pour les trajets en taxi.

### Parking
L'EasyCard est acceptée dans les parkings gérés par le gouvernement et certains parkings privés. Les parcomètres acceptent exclusivement les Easy Cards, facturées par tranches d'un quart d'heure et expirent en temps voulu comme un compteur normal.
En plus d'être pratique dans le métro de Taipei et pour les transports en commun, l'EasyCard est également acceptée dans les garages publics adjacents aux stations de métro et dans d'autres quartiers de Taipei. Depuis 2008, l'EasyCard peut être utilisée pour payer des promenades en bateau dans des zones telles que Tamsui.

### Magasins désignés
Depuis le 1er avril 2010, les EasyCards peuvent désormais être utilisées pour régler les achats dans certains magasins, notamment 7-Eleven, FamilyMart, Cosmed, OK Mart, Hi-Life, Starbucks et Pacific SOGO. L'EasyCard peut désormais être adoptée dans plus de 10 000 points de vente à travers Taiwan. En 2011, lelle devrait être étendue aux stations-service et aux chaînes de restauration rapide.

### Autres utilisations
En plus du paiement, l'EasyCard a également été employée comme carte multifonctionnelle. Lors du Modèle mondial des Nations unies présidé par l'Université de Harvard qui s'est tenue à Taipei en 2010, la carte a servi de billet, de coupon-repas et de carte d'identité (en plus de ses utilisations régulières). Des cartes en édition limitée ont également été vendues pour collecter des fonds pour des œuvres caritatives.

### Autres domaines d'utilisation
En plus de payer les transports en commun, le stationnement et certains détaillants, l'EasyCard peut également être employée pour:
- La plupart des bus dans plusieurs régions de Taiwan
- Les ferries (autoroute bleue de Taipei).
- L'entrée au zoo de Taipei et à quelques musées, activités de festival et zones de loisirs.
- Les bibliothèques publiques de Taipei ou de Yilan, permettant à l'utilisateur d'emprunter livres, articles et autres documents.
- L'identification numérique comme les cartes d'étudiant.
- Le partage de vélos avec le système YouBike. (L'inscription au système YouBike à l'aide d'un téléphone portable enregistré est requise)

## Paiement et recharge
Des achats jusqu'à 1000 NT$ dans les magasins disponibles une fois, jusqu'à un maximum de 3000 NT$ par jour peuvent être effectués avec l'EasyCard. Cette limite ne s'applique pas au paiement des frais gouvernementaux, des frais de service public, des frais médicaux, des services de transport (y compris les services de loisirs comme la télécabine de Maokong ou la location de vélos), les frais scolaires divers et les frais de stationnement. La carte peut être rechargée par multiples de 100 NT$ et chaque carte peut contenir jusqu'à 10 000 NT$ de valeur.
Pour la sécurité des consommateurs, tout l'argent des dépôts EasyCard est détenu dans le fonds fiduciaire EasyCard Prepaid géré par la Cathay United Bank. Tous les dépôts sont protégés par une garantie de remboursement intégral émise par la banque gérante,.
Si une carte n'a pas été utilisée pendant plus de deux ans, une recharge doit être effectuée avant la réactivation de la carte. Le solde d'une carte peut être vérifiée sur un scanner chaque fois qu'une transaction est effectuée ou en utilisant un lecteur EasyCard situé dans toutes les stations de métro de Taipei.

## Types de cartes
- Adulte: Ces cartes tarifaires standard coûtent 500 NT$, incluant un solde de 400 NT$ et un dépôt de 100 NT$[15]. L'achat et la recharge sont disponibles dans toutes les stations de métro de Taipei, les gares routières et la plupart des magasins. La carte peut être créditée jusqu'à un solde maximum de 10 000 NT$[12]. Les frais non utilisés et le dépôt sont remboursables.
- Étudiant: Ces cartes coûtent le même montant (500 NT$), mais ne peuvent être achetées qu'au personnel de la station avec une carte d'étudiant appropriée. Le modèle de tarification reste le même dans le métro, mais est réduit sur les bus publics à 12 NT$ au lieu de 15 NT$. Mais cette réduction a été annulée à partir d'octobre 2015.

Remarque: Depuis le 1er mai 2010, dans certaines chaînes de distribution (7-Eleven, FamilyMart, Hi-Life, OK Mart), les cartes adultes et étudiants peuvent être achetées 200 NT$ (solde de 100 NT$ et dépôt de 100 NT$).
- Concessionnaire: Ces cartes sont réservées aux enfants (selon la législation éligible), aux seniors de plus de 65 ans et aux personnes handicapées[15]. Il propose des réductions en fonction du service utilisé.
- Taipei Pass : C'est une carte spéciale qui permet des déplacements illimités dans le métro, les services de bus associés et des trajets illimités sur la télécabine Maokong[16]. Le pass est vendu sous forme de pass d'un jour, de deux jours, de trois jours ou de cinq jours. Il expire à minuit de la date d'expiration. Les bus qui acceptent la carte affiche un autocollant d'identification TaipeiPass[17].

## Cartes de débit et cartes de crédit comarquées
Les cartes de marque commune permettent à une EasyCard d'être liée à un compte de crédit ou à un guichet automatique pour ajouter automatiquement de l'argent. Cela permet aux consommateurs de payer des produits, des services ou des impôts avec la carte. Cette option reste populaire auprès des utilisateurs malgré les frais de traitement et une limite de 500 NT $ qui peut être ajoutée par jour.
Par ailleurs, une recharge automatique est appliquée à la carte de débit pour compenser jusqu'à 3 fois chaque 500 NT$ chez tous les magasins désignés et machine de recharge dans les stations de métro

## Paiement par téléphone
Plusieurs tentatives ont été faites pour intégrer des puces radio EasyCard dans des appareils mobiles, permettant des «transactions par téléphone». Les utilisateurs ne sont pas facturés par leurs opérateurs téléphoniques, mais ils peuvent lire les transactions réalisées et vérifier le solde à l'aide d'un téléphone mobile pris en charge.

## Attaques de sécurité
L'EasyCard pouvant être employée pour effectuer des paiements pour acquérir des biens et des services, les mesures de sécurité sont importantes. EasyCard recourt à plusieurs techniques de cryptage pour empêcher la modification illégale de l'argent déposé et le piratage.
Lors de la 27e conférence annuelle du Chaos Communication Congress ("27C3") en 2010, le programmeur de logiciels libres allemand Harald Welte a montré qu'il était possible de modifier artificiellement le montant de l'argent déposé sur une carte EasyCard de première génération, basée sur la puce MIFARE Classic, en disposant seulement d'un lecteur RFID USB et d'un ordinateur portable exécutant un logiciel open source. Welte a critiqué le système d'EasyCard pour son mauvais choix de chiffrement et le manque d'authentification de l'utilisateur. Il a pu schématiser et manipuler le format interne de la carte en 2 jours lors d'un voyage à Taïwan.
Cependant, le piratage de l'EasyCard reste illégal puisqu'un ingénieur de 24 ans a été arrêté en septembre 2011, pour suspicion d'utilisation frauduleuse d'une EasyCard piratée.
EasyCard a depuis corrigé plusieurs failles présentes dans les révisions matérielles ultérieures de la carte  mais reste vulnérable à plusieurs attaques connues sur la cryptographie de MIFARE Classic qui ne peuvent pas être résolues sans rompre la rétrocompatibilité avec l'infrastructure existante.

## Réception
L'EasyCard est très populaire depuis son lancement en 2002. En 2010, plus de 23 millions de cartes avaient été émises. En 2014, plus de 50 millions de cartes ont été émises.
Les critiques ont appelé à des mesures plus fortes pour promouvoir l'enregistrement du nom des EasyCards afin de protéger les droits des consommateurs. Plus de 600 millions NT$ sont perdus chaque année en cartes perdues.

## Galerie

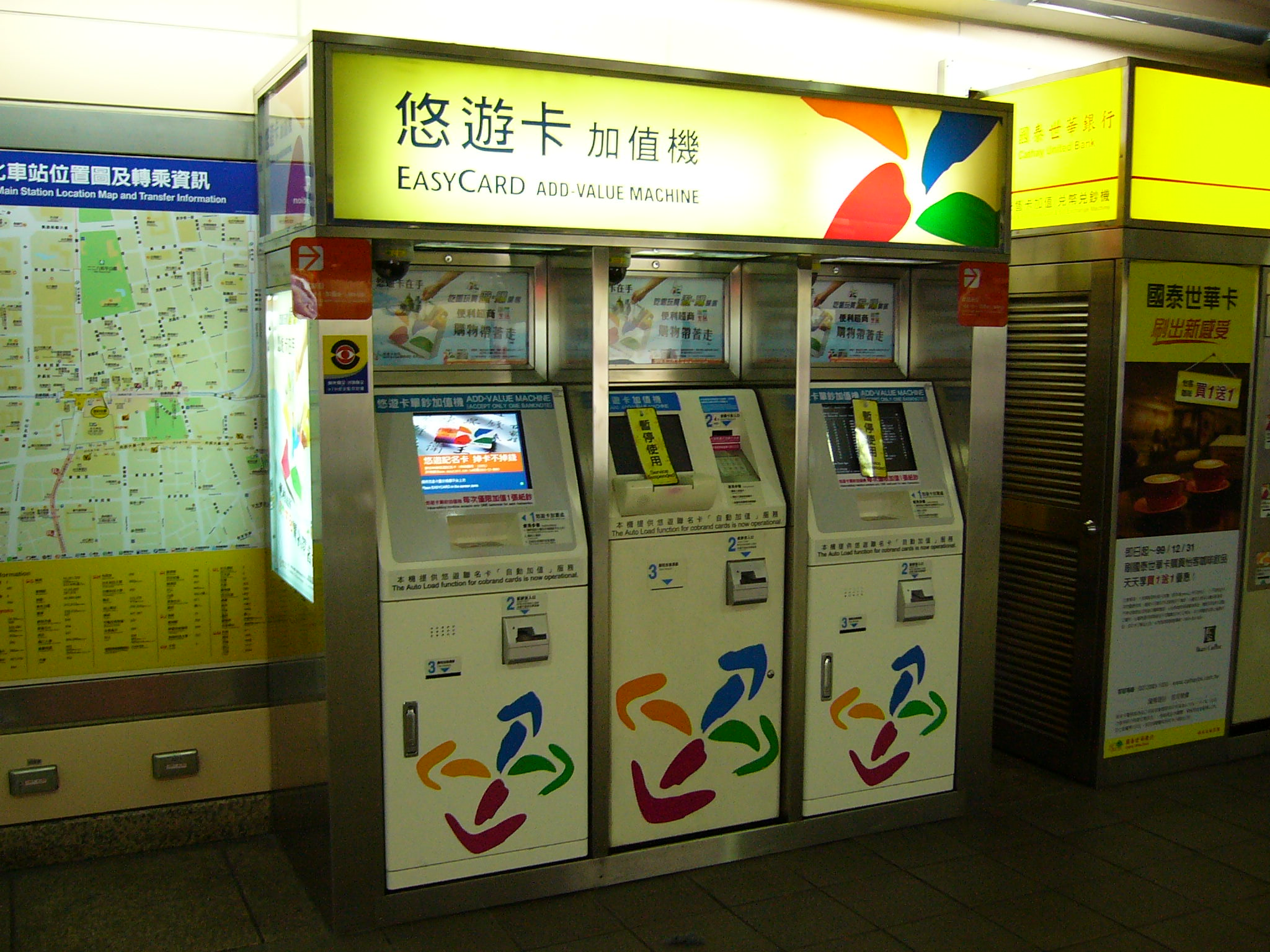
Machines de recharge EasyCard
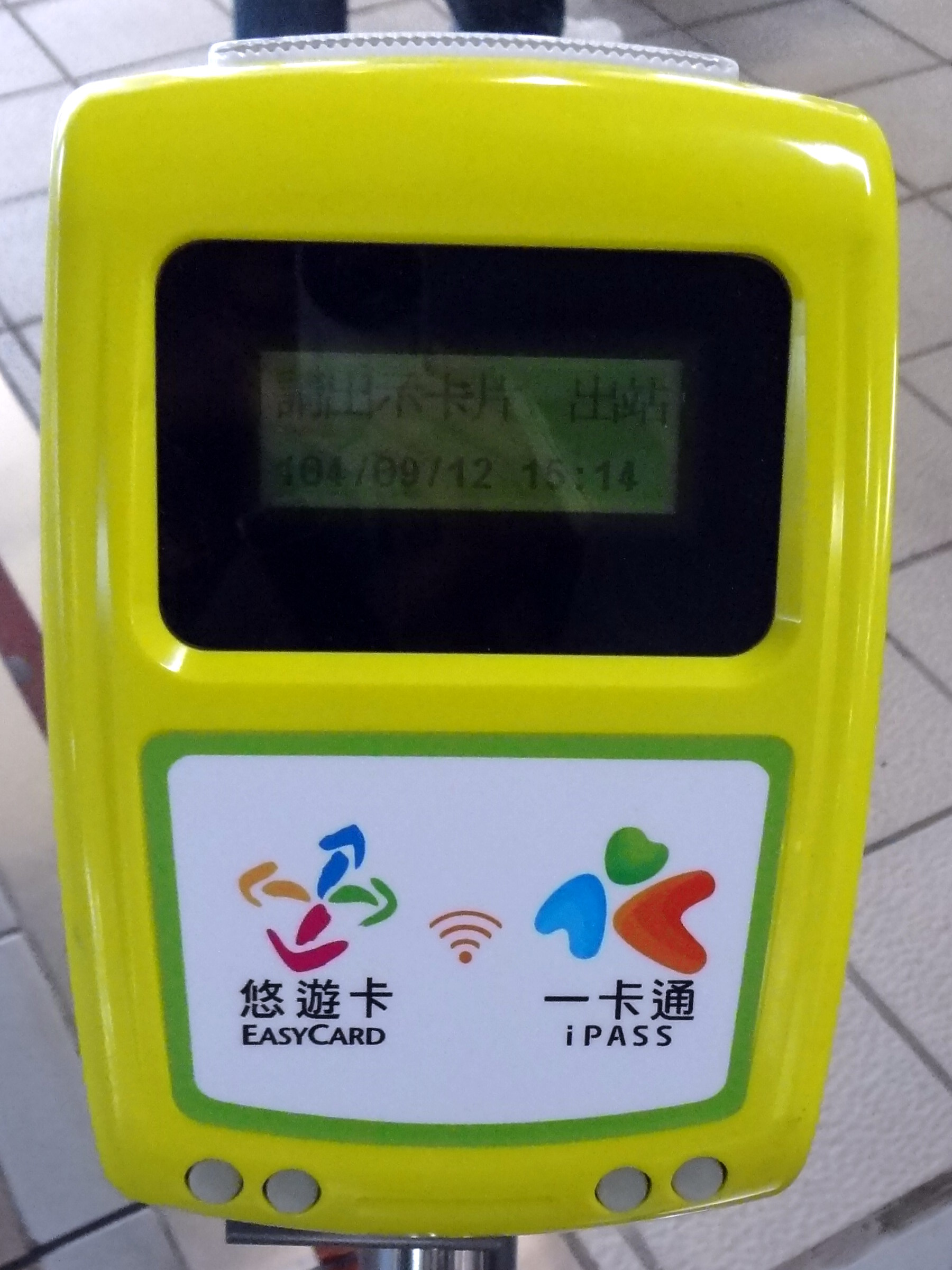
Lecteur de cartes EasyCard et iPASS
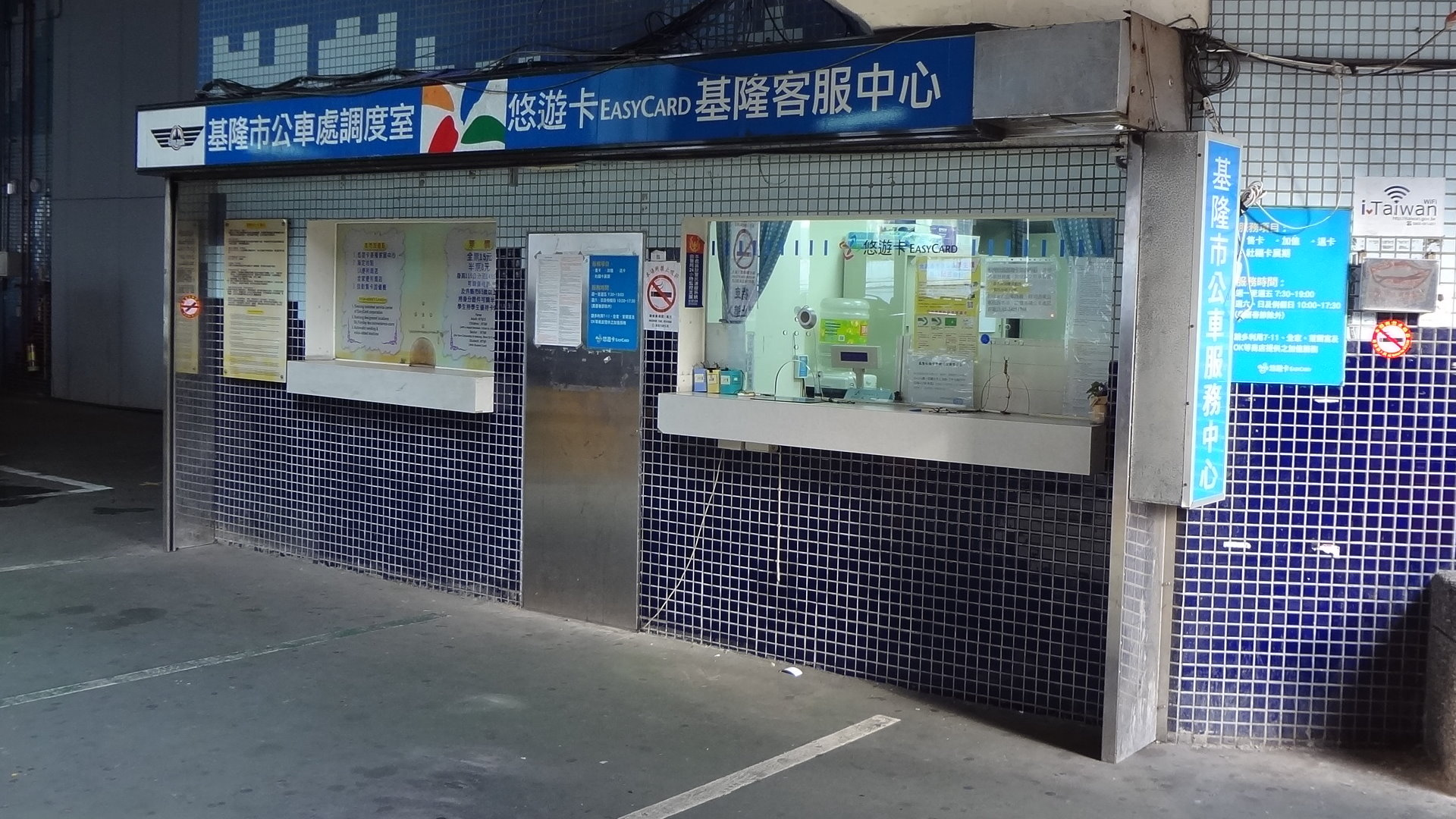
Point de vente cartes EasyCard
Couleurs représentatives du logo d'EasyCard